# Oscuro deseo
Oscuro deseo es una serie web de suspenso y drama producida en México por Argos Comunicación para Netflix. La serie está protagonizada por Maite Perroni, Jorge Poza, Regina Pavón, Alejandro Speitzer y Erik Hayser. La producción se confirmó el 6 de mayo de 2019 con el título provisional de Todo por ti  y su estreno fue el 15 de julio de 2020.
El 19 de agosto de 2020, se confirmó que la serie fue renovada para una segunda temporada, la cual se estrenó el 2 de febrero de 2022.

## Reparto
- Maite Perroni como Alma Quintana Solares
- Erik Hayser como Esteban Solares
- Alejandro Speitzer como Darío Guerra
- Jorge Poza como Leonardo Solares
- Regina Pavón como Zoe Solares
- María Fernanda Yepes como Brenda Castillo Trejo
- Paulina Matos como Edith Ballesteros
- Catherine Siachoque como Lys Antoine (temp 2)
- Arturo Barba como Íñigo Lazcano (temp 2)
- Ariana Saavedra como Julieta Lazcano (temp 2)
- Mahoalli Nassourou como Eugenia Montaño (temp 2)

## Episodios

### Temporada 1 (2020)
| N.º en serie | N.º en temp. | Título                                                | Dirigido por                    | Escrito por                                          | Fecha de lanzamiento original |
| ------------ | ------------ | ----------------------------------------------------- | ------------------------------- | ---------------------------------------------------- | ----------------------------- |
| 1            | 1            | «Es solo sexo»                                        | Pedro P. Ybarra & Kenya Márquez | Nayura Aragón, Gennys Pérez y Leticia López Margalli | 15 de julio de 2020           |
| 2            | 2            | «Una última noche de pasión»                          | Pedro P. Ybarra & Kenya Márquez | Nayura Aragón, Gennys Pérez y Leticia López Margalli | 15 de julio de 2020           |
| 3            | 3            | «Eso que los normales llaman amor»                    | Pedro P. Ybarra & Kenya Márquez | Nayura Aragón, Gennys Pérez y Leticia López Margalli | 15 de julio de 2020           |
| 4            | 4            | «Pero el amor, esa palabra»                           | Pedro P. Ybarra & Kenya Márquez | Nayura Aragón, Gennys Pérez y Leticia López Margalli | 15 de julio de 2020           |
| 5            | 5            | «¿Qué sabes acerca de Darío Guerra?»                  | Pedro P. Ybarra & Kenya Márquez | Nayura Aragón, Gennys Pérez y Leticia López Margalli | 15 de julio de 2020           |
| 6            | 6            | «¿Extrañado los viejos tiempos?»                      | Pedro P. Ybarra & Kenya Márquez | Nayura Aragón, Gennys Pérez y Leticia López Margalli | 15 de julio de 2020           |
| 7            | 7            | «Te metiste con la mujer equivocada»                  | Pedro P. Ybarra & Kenya Márquez | Nayura Aragón, Gennys Pérez y Leticia López Margalli | 15 de julio de 2020           |
| 8            | 8            | «El corazón delator»                                  | Pedro P. Ybarra & Kenya Márquez | Nayura Aragón, Gennys Pérez y Leticia López Margalli | 15 de julio de 2020           |
| 9            | 9            | «Un perverso juego de espejos»                        | Pedro P. Ybarra & Kenya Márquez | Nayura Aragón, Gennys Pérez y Leticia López Margalli | 15 de julio de 2020           |
| 10           | 10           | «Esa instantánea muerte es bella...»                  | Pedro P. Ybarra & Kenya Márquez | Nayura Aragón, Gennys Pérez y Leticia López Margalli | 15 de julio de 2020           |
| 11           | 11           | «Nada es lo que parece»                               | Pedro P. Ybarra & Kenya Márquez | Nayura Aragón, Gennys Pérez y Leticia López Margalli | 15 de julio de 2020           |
| 12           | 12           | «Nos hemos equivocado tanto»                          | Pedro P. Ybarra & Kenya Márquez | Nayura Aragón, Gennys Pérez y Leticia López Margalli | 15 de julio de 2020           |
| 13           | 13           | «Tú solo fuiste una inocente víctima»                 | Pedro P. Ybarra & Kenya Márquez | Nayura Aragón, Gennys Pérez y Leticia López Margalli | 15 de julio de 2020           |
| 14           | 14           | «Dos verdades y una mentira»                          | Pedro P. Ybarra & Kenya Márquez | Nayura Aragón, Gennys Pérez y Leticia López Margalli | 15 de julio de 2020           |
| 15           | 15           | «Nunca hablamos de amor»                              | Pedro P. Ybarra & Kenya Márquez | Nayura Aragón, Gennys Pérez y Leticia López Margalli | 15 de julio de 2020           |
| 16           | 16           | «Apocalipsis 21:8... El fuego es encendido en su ira» | Pedro P. Ybarra & Kenya Márquez | Nayura Aragón, Gennys Pérez y Leticia López Margalli | 15 de julio de 2020           |
| 17           | 17           | «Matamos lo que amamos»                               | Pedro P. Ybarra & Kenya Márquez | Nayura Aragón, Gennys Pérez y Leticia López Margalli | 15 de julio de 2020           |
| 18           | 18           | «La respuesta siempre estuvo ahí...»                  | Pedro P. Ybarra & Kenya Márquez | Nayura Aragón, Gennys Pérez y Leticia López Margalli | 15 de julio de 2020           |

### Temporada 2 (2022)
| N.º en serie | N.º en temp. | Título                                 | Dirigido por                    | Escrito por                                          | Fecha de lanzamiento original |
| ------------ | ------------ | -------------------------------------- | ------------------------------- | ---------------------------------------------------- | ----------------------------- |
| 19           | 1            | «Eros y Psique»                        | Pedro P. Ybarra & Kenya Márquez | Nayura Aragón, Gennys Pérez y Leticia López Margalli | 2 de febrero de 2022          |
| 20           | 2            | «De algo así no se escapa nunca»       | Pedro P. Ybarra & Kenya Márquez | Nayura Aragón, Gennys Pérez y Leticia López Margalli | 2 de febrero de 2022          |
| 21           | 3            | «Nadie puede huir de sí mismo»         | Pedro P. Ybarra & Kenya Márquez | Nayura Aragón, Gennys Pérez y Leticia López Margalli | 2 de febrero de 2022          |
| 22           | 4            | «El otro»                              | Pedro P. Ybarra & Kenya Márquez | Nayura Aragón, Gennys Pérez y Leticia López Margalli | 2 de febrero de 2022          |
| 23           | 5            | «Caminar sobre las brasas»             | Pedro P. Ybarra & Kenya Márquez | Nayura Aragón, Gennys Pérez y Leticia López Margalli | 2 de febrero de 2022          |
| 24           | 6            | «Siempre fuiste mi espejo»             | Pedro P. Ybarra & Kenya Márquez | Nayura Aragón, Gennys Pérez y Leticia López Margalli | 2 de febrero de 2022          |
| 25           | 7            | «Un coctel peligroso»                  | Pedro P. Ybarra & Kenya Márquez | Nayura Aragón, Gennys Pérez y Leticia López Margalli | 2 de febrero de 2022          |
| 26           | 8            | «No creas nada de lo que escuches»     | Pedro P. Ybarra & Kenya Márquez | Nayura Aragón, Gennys Pérez y Leticia López Margalli | 2 de febrero de 2022          |
| 27           | 9            | «Te has convertido en tu peor enemiga» | Pedro P. Ybarra & Kenya Márquez | Nayura Aragón, Gennys Pérez y Leticia López Margalli | 2 de febrero de 2022          |
| 28           | 10           | «Cada quien lee su propia historia»    | Pedro P. Ybarra & Kenya Márquez | Nayura Aragón, Gennys Pérez y Leticia López Margalli | 2 de febrero de 2022          |
| 29           | 11           | «¿Quién #%& eres en verdad?»           | Pedro P. Ybarra & Kenya Márquez | Nayura Aragón, Gennys Pérez y Leticia López Margalli | 2 de febrero de 2022          |
| 30           | 12           | «Los mellizos»                         | Pedro P. Ybarra & Kenya Márquez | Nayura Aragón, Gennys Pérez y Leticia López Margalli | 2 de febrero de 2022          |
| 31           | 13           | «Un perfecto triángulo insoportable»   | Pedro P. Ybarra & Kenya Márquez | Nayura Aragón, Gennys Pérez y Leticia López Margalli | 2 de febrero de 2022          |
| 32           | 14           | «Siempre fuiste tú»                    | Pedro P. Ybarra & Kenya Márquez | Nayura Aragón, Gennys Pérez y Leticia López Margalli | 2 de febrero de 2022          |
| 33           | 15           | «Enfrentar la oscuridad...»            | Pedro P. Ybarra & Kenya Márquez | Nayura Aragón, Gennys Pérez y Leticia López Margalli | 2 de febrero de 2022          |

## Premios y nominaciones
| Año  | Premio                     | Categoría               | Nominado      | Resultado | Ref.  |
| ---- | -------------------------- | ----------------------- | ------------- | --------- | ----- |
| 2020 | GQ Premios Hombres del Año | Actriz mexicana del año | Maite Perroni | Ganadora  | [ 8 ] |